# Jagdschloss Grunewald
Jagdschloss Grunewald är ett jaktslott som ursprungligen tillhört kurfurstarna och monarkerna av huset Hohenzollern, beläget i stadsdelen Dahlem i västra Berlin i Tyskland, vid Grunewaldsees södra strand i skogen Grunewald. Slottet är idag museum.

## Historia
Slottet uppfördes i renässansstil 1542-1543 för kurfursten Joakim II av Brandenburg, under byggmästaren Caspar Theiss. Detta gör det idag till Berlins äldsta bevarade slottsbyggnad, då det äldre Berlins stadsslott revs efter andra världskriget. Joakim II upplät slottet som residens för sin officiella mätress, Anna Sydow. En större om- och tillbyggnad i barockstil genomfördes under Fredrik I av Preussens regeringstid i början av 1700-talet. Under 1600-talet och 1700-talet användes slottet endast sällan av kurfurstarna och kungarna.
Slottet kallades ursprungligen zum grünen Wald vilket också blev namngivande för den omkringliggande skogen och från omkring 1800 allmänt förkortades Grunewald.
Under 1800-talet återupplivades jakttraditionerna omkring slottet av kungen Fredrik Vilhelm IV av Preussen och hans bröder, den blivande kejsaren Vilhelm I av Tyskland och prins Karl av Preussen. 
År 1891 var slottet centrum för en sexskandal i och med den omtalade Kotze-affären, då det blev offentligt känt att slottet varit plats för en sexorgie mellan 15 medlemmar ur det kejserliga hovet.
Slottet är sedan 1932 museum, och fick ta emot sammanlagt 153 målningar som övergått i den preussiska statens ägo från huset Hohenzollerns konstsamlingar på de olika kungliga slotten. Grunewalds slott ligger isolerat från annan bebyggelse och klarade sig genom bombningarna av Berlin under andra världskriget. Konstsamlingarna utsattes för enstaka skottskador i samband med slutstriderna om Berlin, och sammanlagt sjutton verk ur museets samlingar tros ha förts iväg av sovjetiska ockupationstrupper. Endast enstaka verk har senare återlämnats. Bland de senare återlämnade verken finns bland andra Syndafallet av Jan Gossaert och Lucretia av Lucas Cranach den äldre, båda från 1500-talet, samt Rökande kvinnor av Leidenmålaren Jan Steen, från 1600-talet. 1977 inrättades ett jaktmuseum i Fredrik den stores tidigare jaktvapenmagasin. Då de ursprungliga vapensamlingarna inte längre fanns kvar, kommer de utställda vapnen huvudsakligen från Zeughaus inventarier och prins Karl av Preussens samlingar.

## Museum
I museet finns Berlins enda slottssal i renässansstil. Huvuddelen av den permanenta konstsamlingen utgörs av verk av tyska och nederländska målare under 1400-talet till 1800-talet, med många verk av Lucas Cranach den äldre (1472-1553) och hans son Lucas Cranach den yngre (1515-1586). I en flygelbyggnad finns även en samling historiska jaktvapen och jakttrofeer.

## Bilder

### Slottet

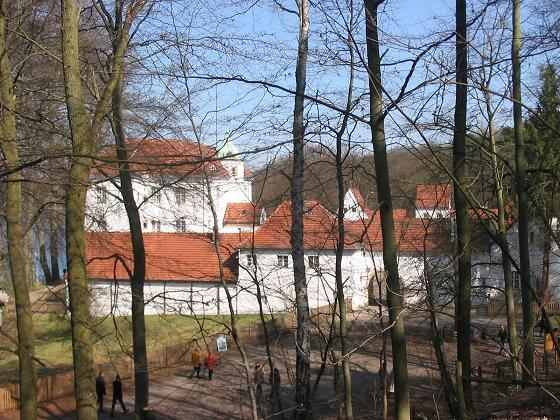
Slottet sett från väster
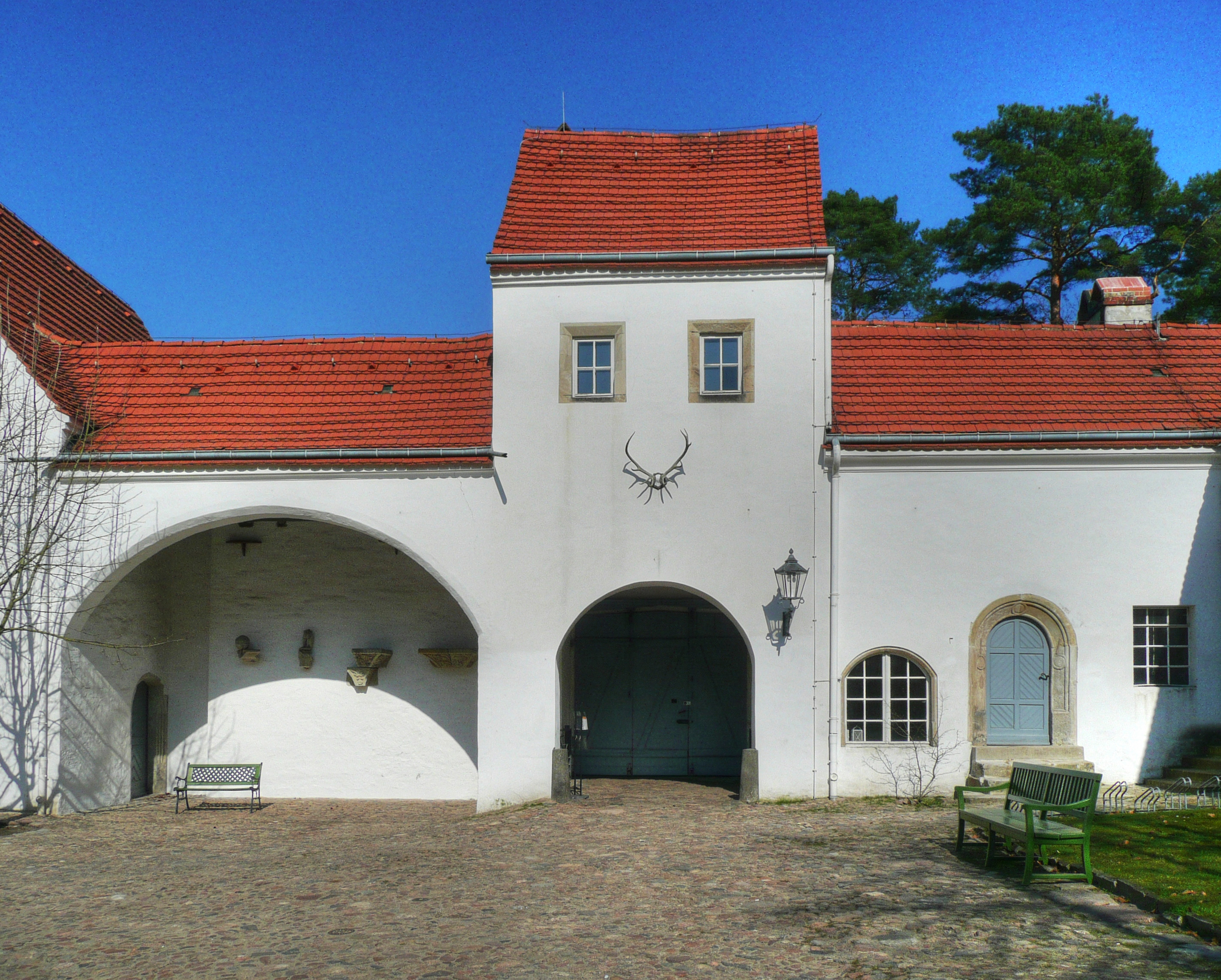
Östra portalen
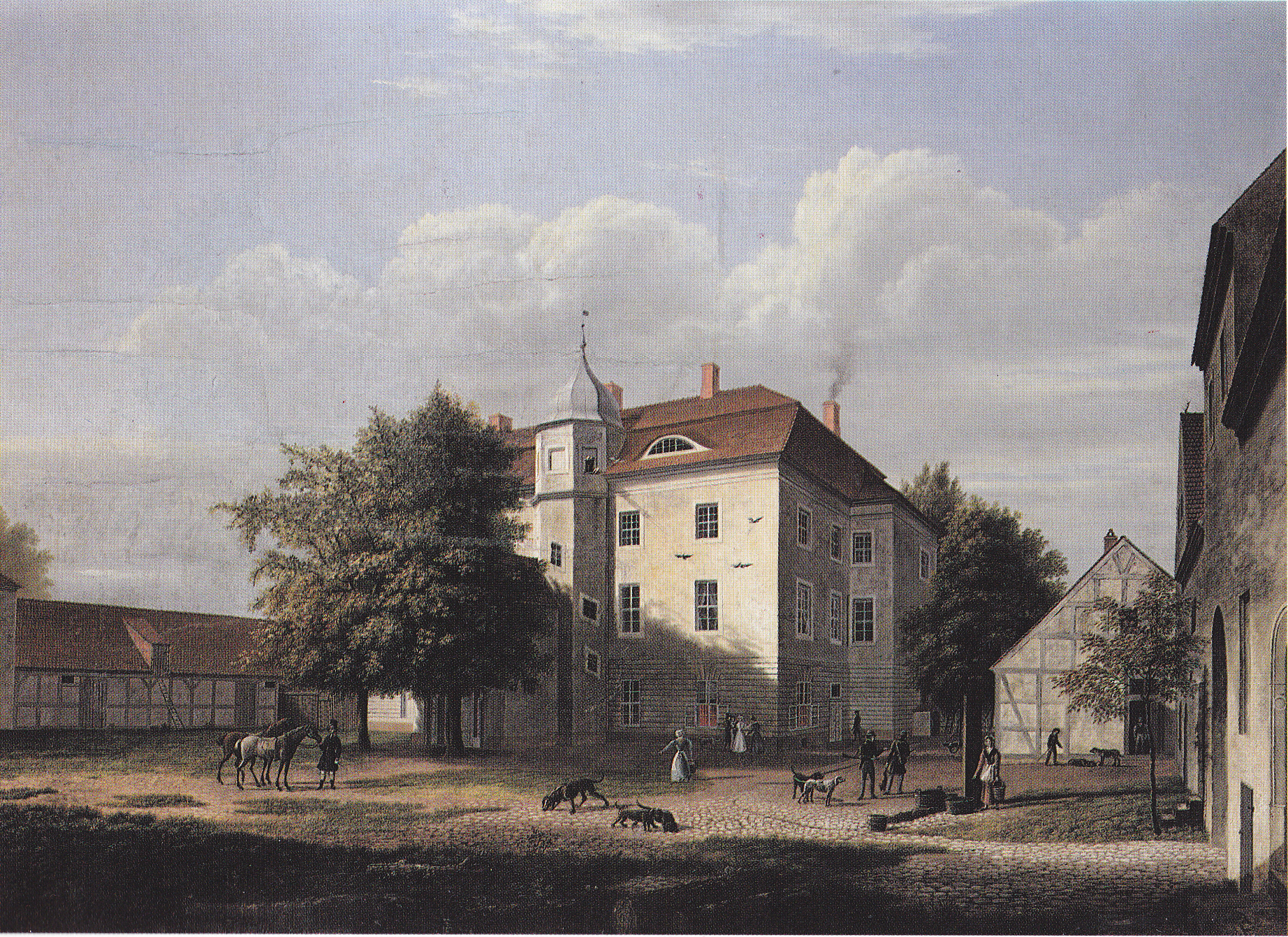
Slottet 1832
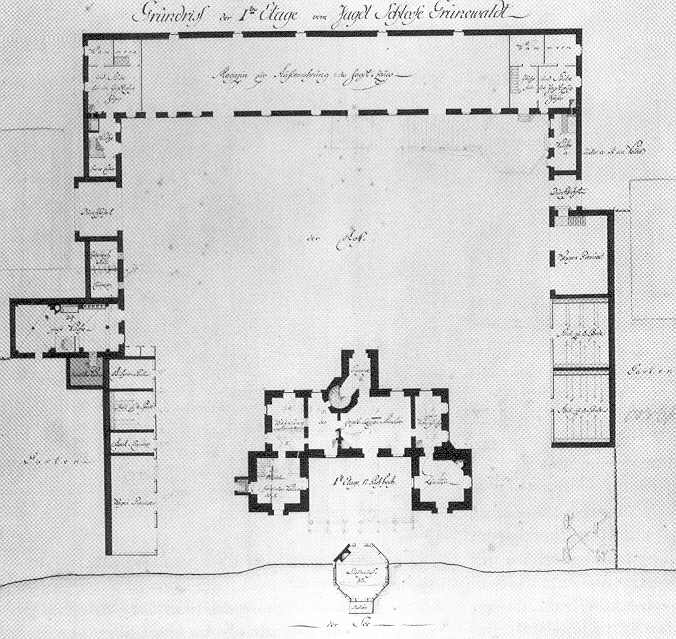
Planritning från 1790

### Målningar i slottets samlingar

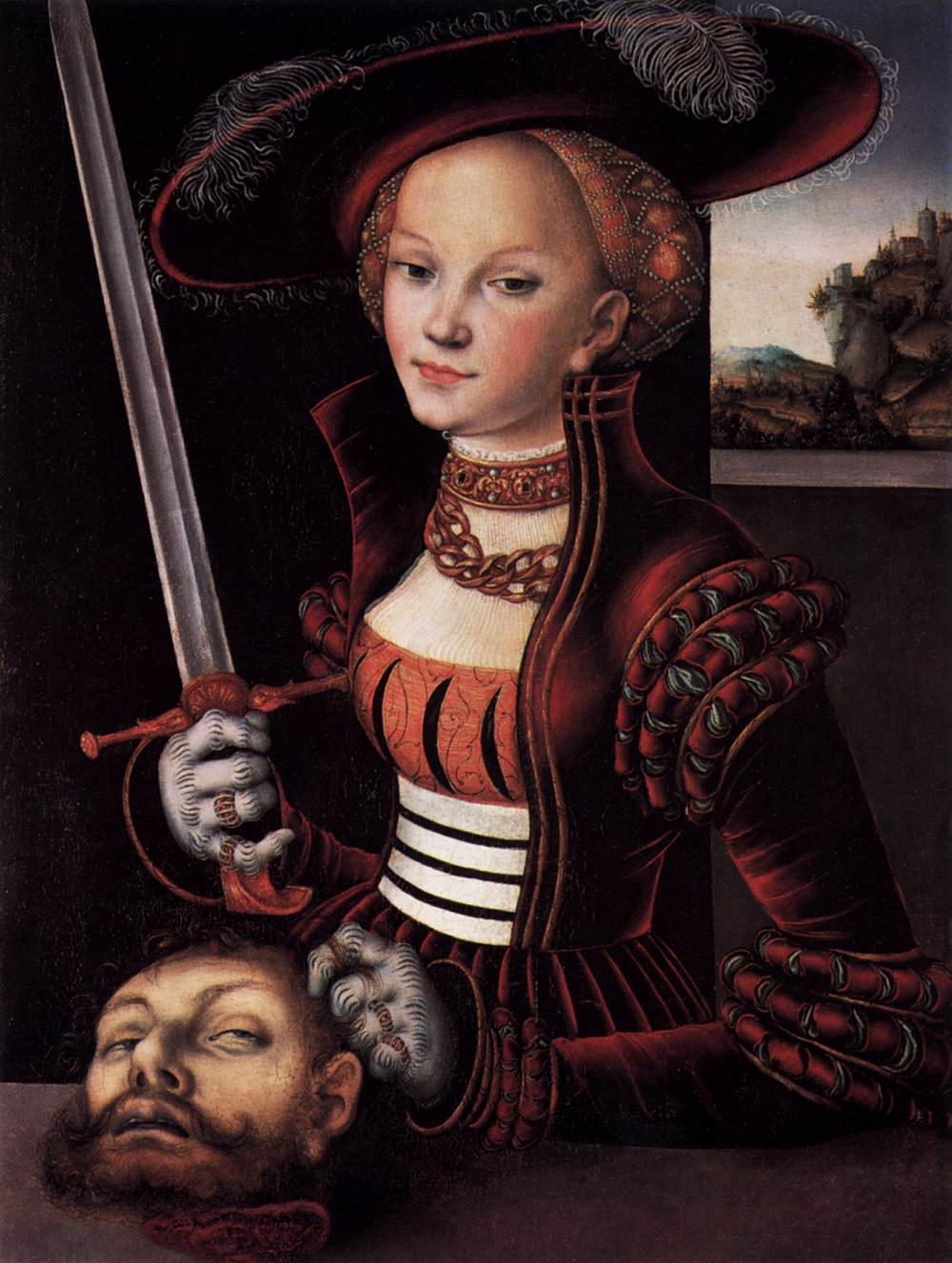
Judit med Holofernes huvud, målning av Lucas Cranach den äldre.
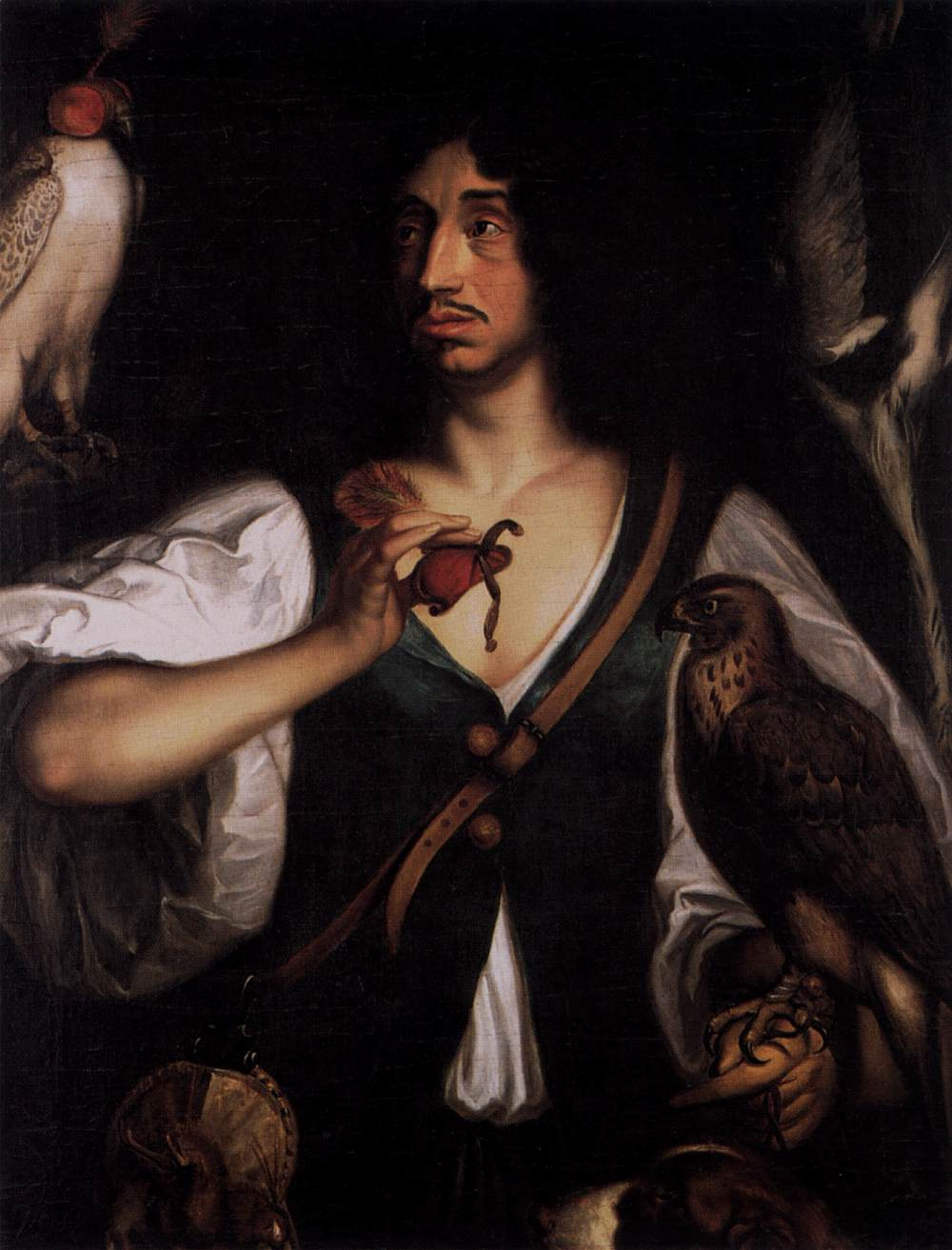
Lantgreve Fredrik av Hessen-Eschwege, målning av Matthäus Merian den äldre.
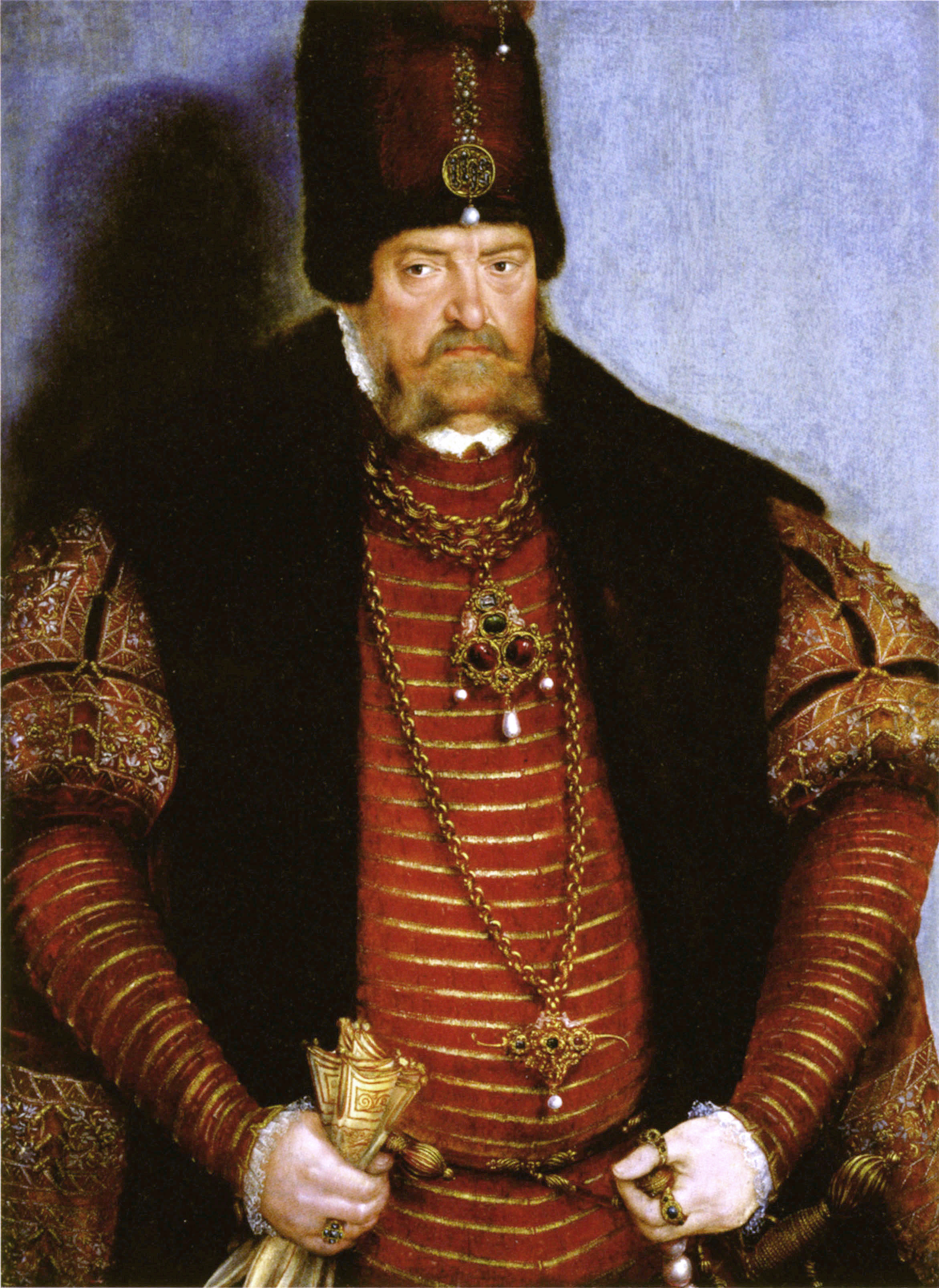
Joakim II av Brandenburg, målning av Lucas Cranach den yngre.
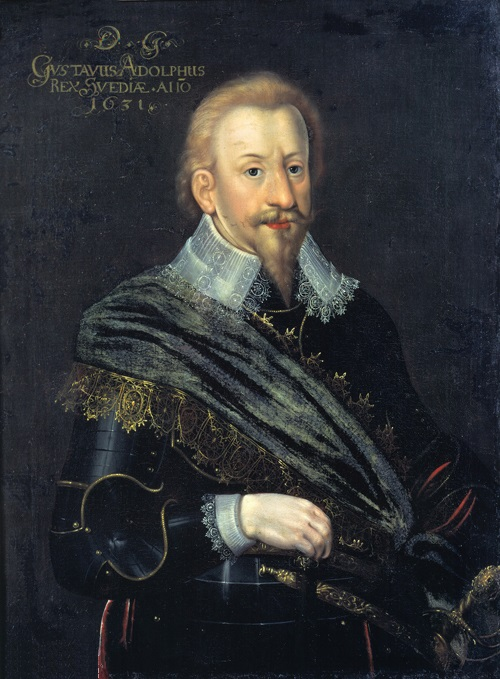
Gustav II Adolf av Sverige, målning av Heinrich Bollandt 1631.
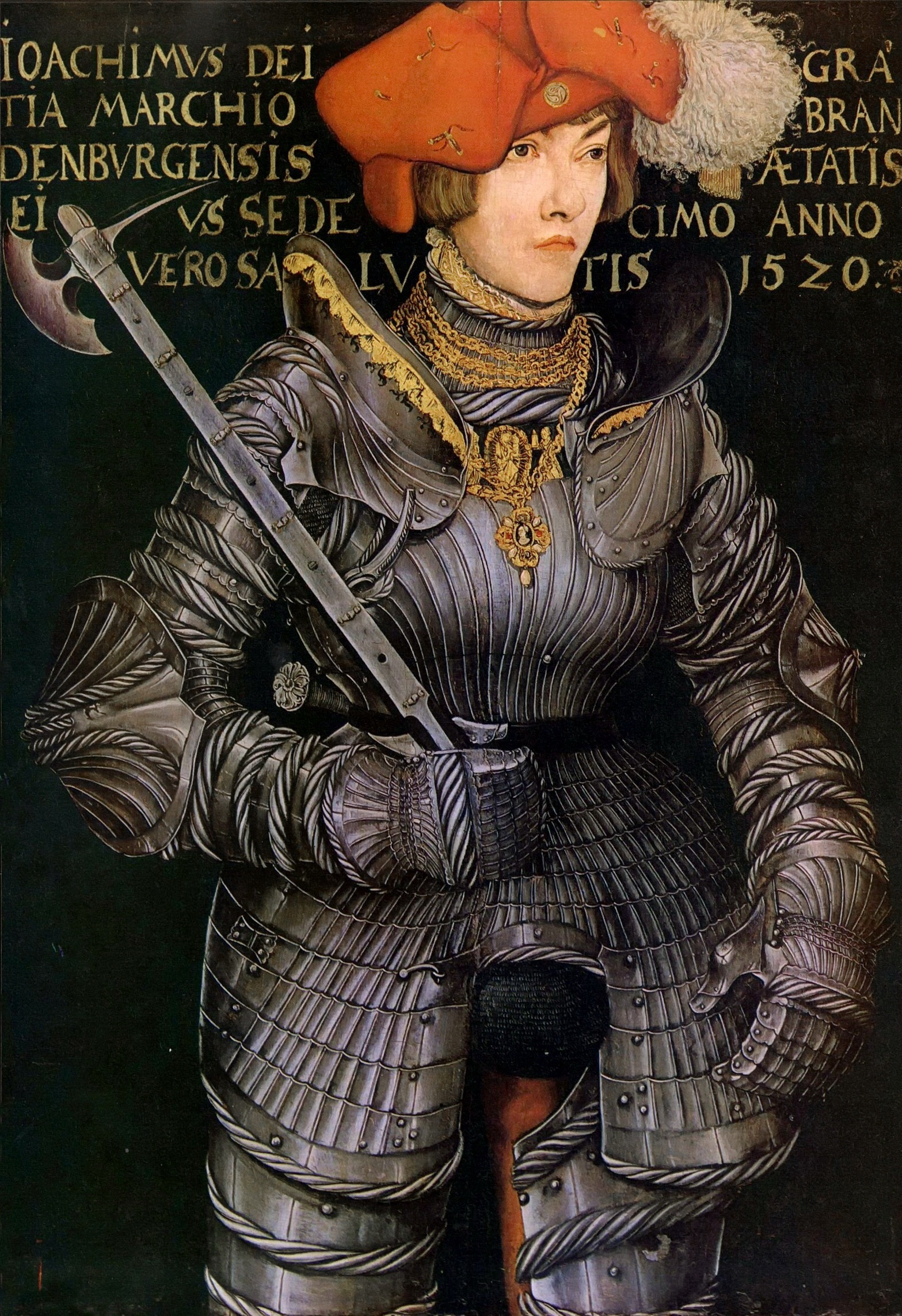
Joakim II av Brandenburg som kurprins, målning av Lucas Cranach den äldre.